# 埔心二重湳黃義故居
23°57′54″N 120°31′36″E / 23.964980°N 120.526708°E
埔心二重湳黃義故居，又名黃三元故居，是位於臺灣彰化縣埔心鄉二重村的和洋折衷建築，為歌手黃三元父親黃義在1939年所建，列為歷史建築。

## 建築

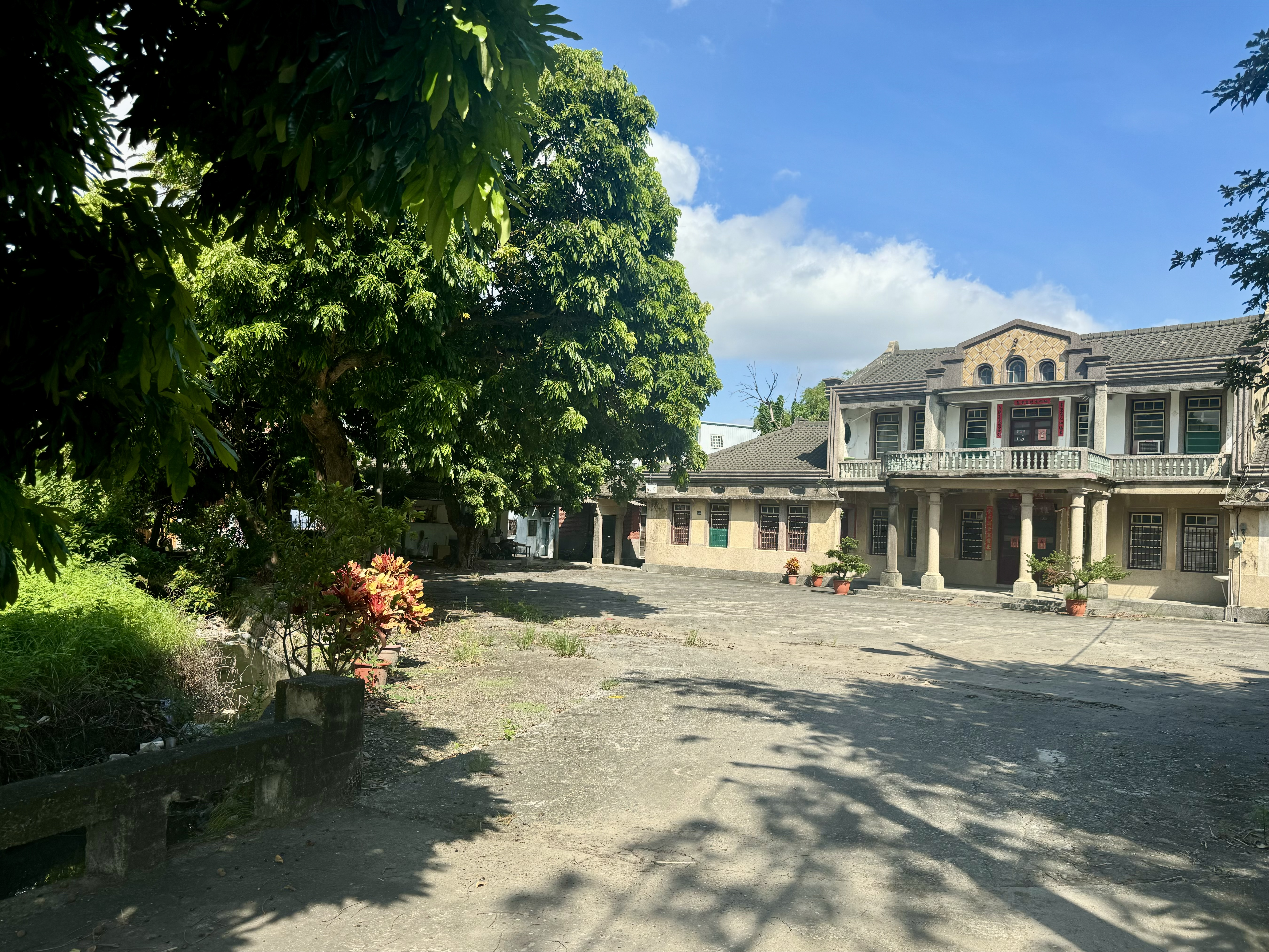
入口

埔心二重湳黃義故居宅園佔地1.8公頃，屋前屋後種植大片龍眼樹，屋前挖有流溝以祈求聚財。

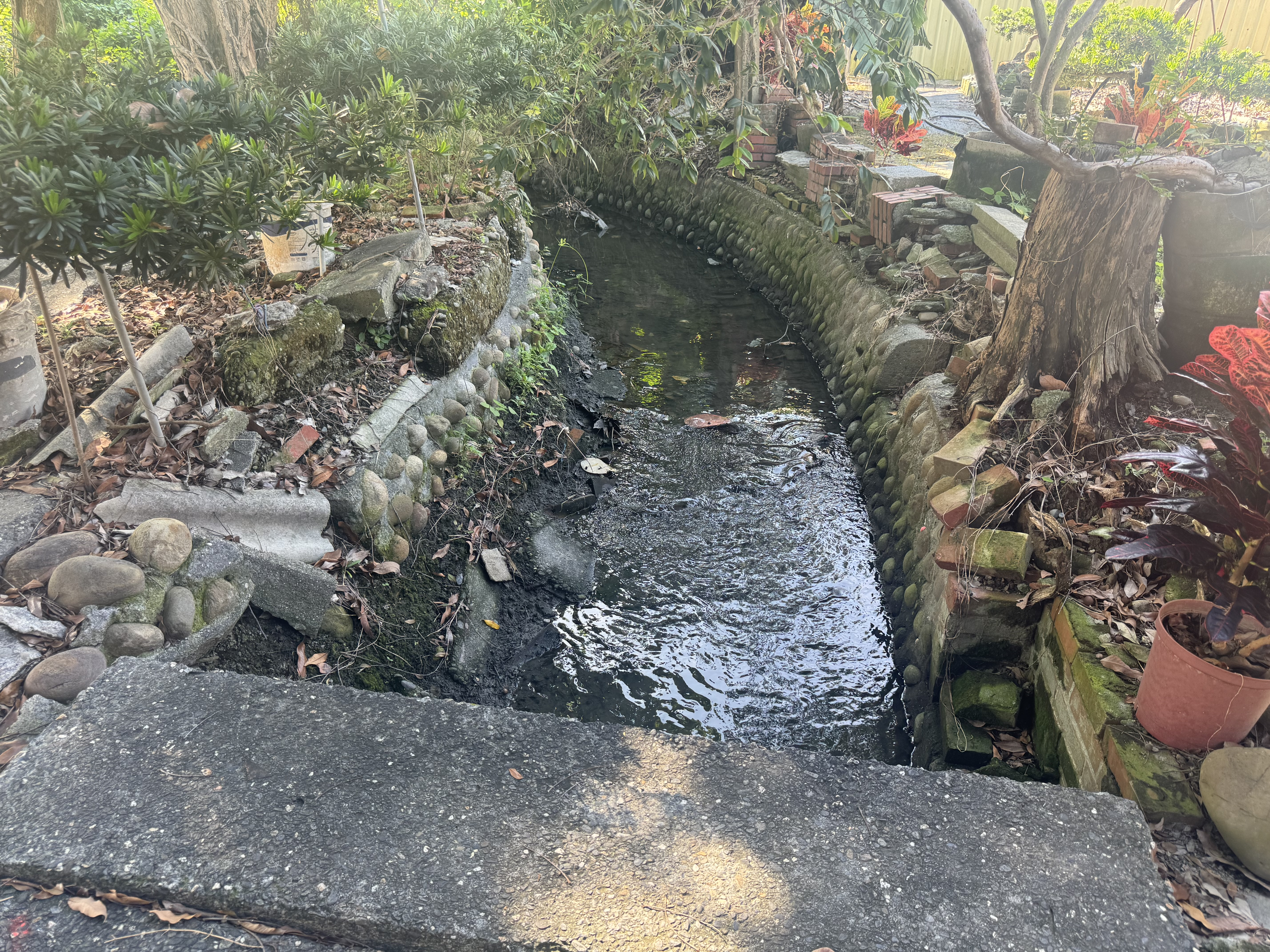
流溝

建物主體顏色為暗黃色，外型裝飾和洋折衷。房面寬7開間、30公尺寬，以一字型的大面寬來展現氣勢。左右兩側有磚扶壁作強化結構。中間3間為兩坡水屋頂，左右2間為四坡水屋頂。左右梢間簷牆用加大面積的窗作採光與通風。

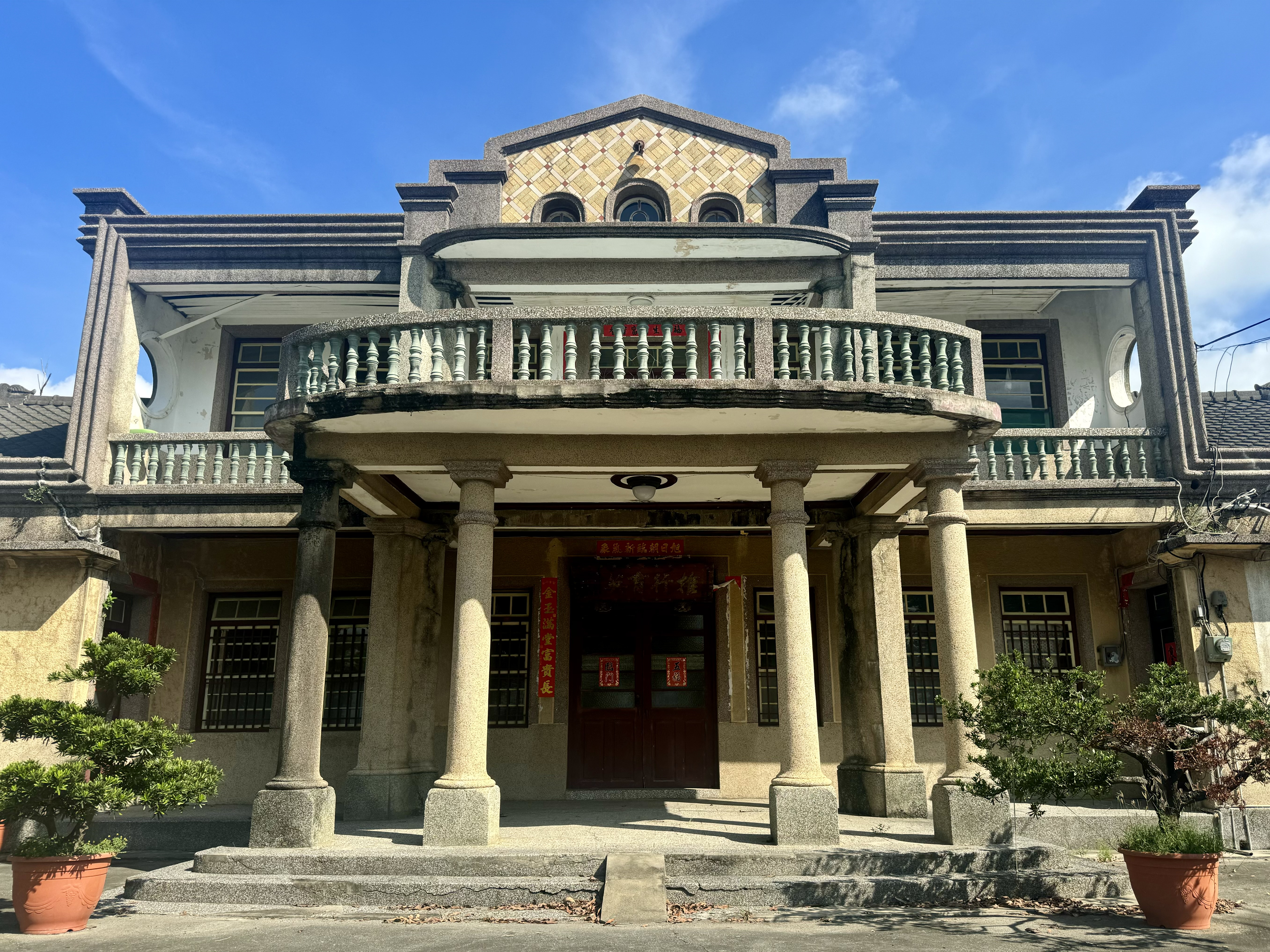
亭仔腳

一樓設有為亭仔腳，懸掛黃三元兄長黃三井1953年當選第二屆縣議員的賀匾。進入後，中央正廳為公媽廳，其餘房間均採和室設施。
二樓陽台欄杆以竹節杆飾。1958年八七水災時，據黃家黃銀條表示，因埔心二重湳黃義故居附近都是矮房，村民便逃到此宅二樓避災，把黃家擠得水洩不通。

## 黃三元老家
據黃三元堂兄黃秋東說法，埔心二重湳黃義故居當初是黃三元父親黃義以日幣兩萬元請日本技師建造。完成後，黃三元自己的房間是在一旁的廂房。日後，宅邸所有權屬於黃三元長兄黃三井七位兒子共同持有。

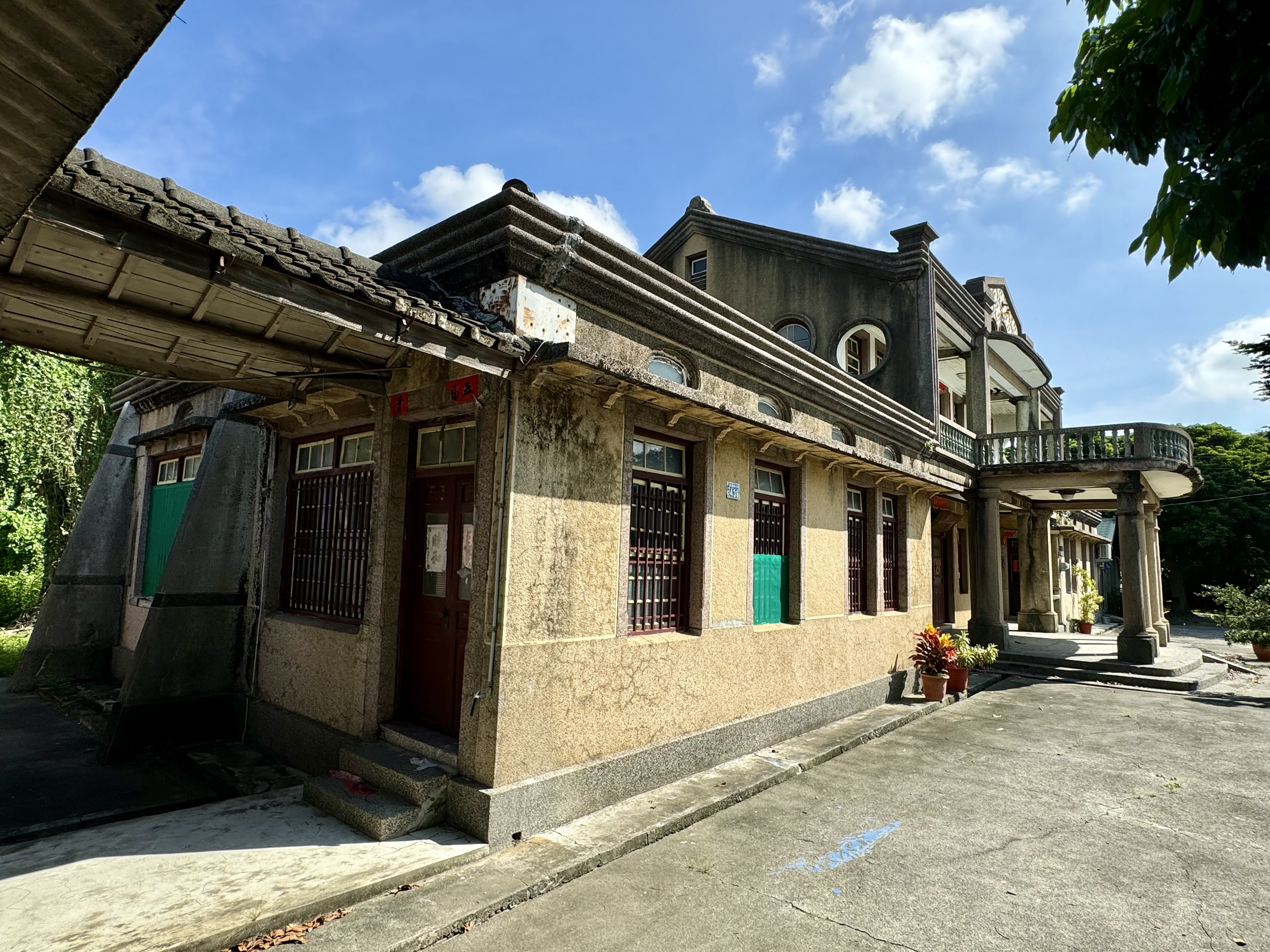
廂房

過去，以溪湖糖廠為中心的三軌式糖業鐵路，其中一條會經由埔心鄉的瑤鳳路到員林，並銜接臺鐵縱貫線。埔心二重湳黃義故居一旁就有糖業鐵路。在地利上，黃義就在溪湖糖廠負責甘蔗原料、黃三元姊姊在員林開設美容院、黃三元在員林讀中學。
黃三元成名曲《素蘭小姐要出嫁》就是在黃三元老家推敲出來。當時，黃三元友人莊啟勝未娶到黃三元姊姊的美容院員工「素蘭」，難過之餘便填詞出《素蘭小姐要出嫁》給黃三元。
1997年，黃三元因癱瘓長住在員林惠親安養院時，因前妻等子女不願來看望等，他就訴苦想回到他父親的故居。1999年1月24日下午2點許，黃三元在員林協和醫院病逝後，遺體隨即運回故居。2月1日，故居公祭會場，由黃三元兄長黃三輝播放《素蘭小姐要出嫁》等曲後，遺體發引南投縣水里鄉油車坑火化。

## 維護與觀光
至2000年代時，黃三元的房間屋頂已破損，導致屋內的樂器、歌本、金曲獎牌，統統日曬雨淋，腐壞。宅邸只剩黃義的孫子居住在右側、左側住著一名郭姓人士。2000年11月3日，埔心青工會踏查此宅，以計畫作為埔心旅遊的重點。翁金珠任縣長時，有意以社區營造方式整修埔心二重湳黃義故居，由於有人堅決反對而做罷。
2003年1月15日，廖峻為宣傳節目《歐吉尚遊台灣》來此取景，唱《素蘭小姐要出嫁》。3月24日，在黃三元堂兄黃秋東、黃三元姪子黃水波建議下，自然保育課承辦人吳漢川同意將此宅的百年龍眼樹列為珍貴老樹維護。

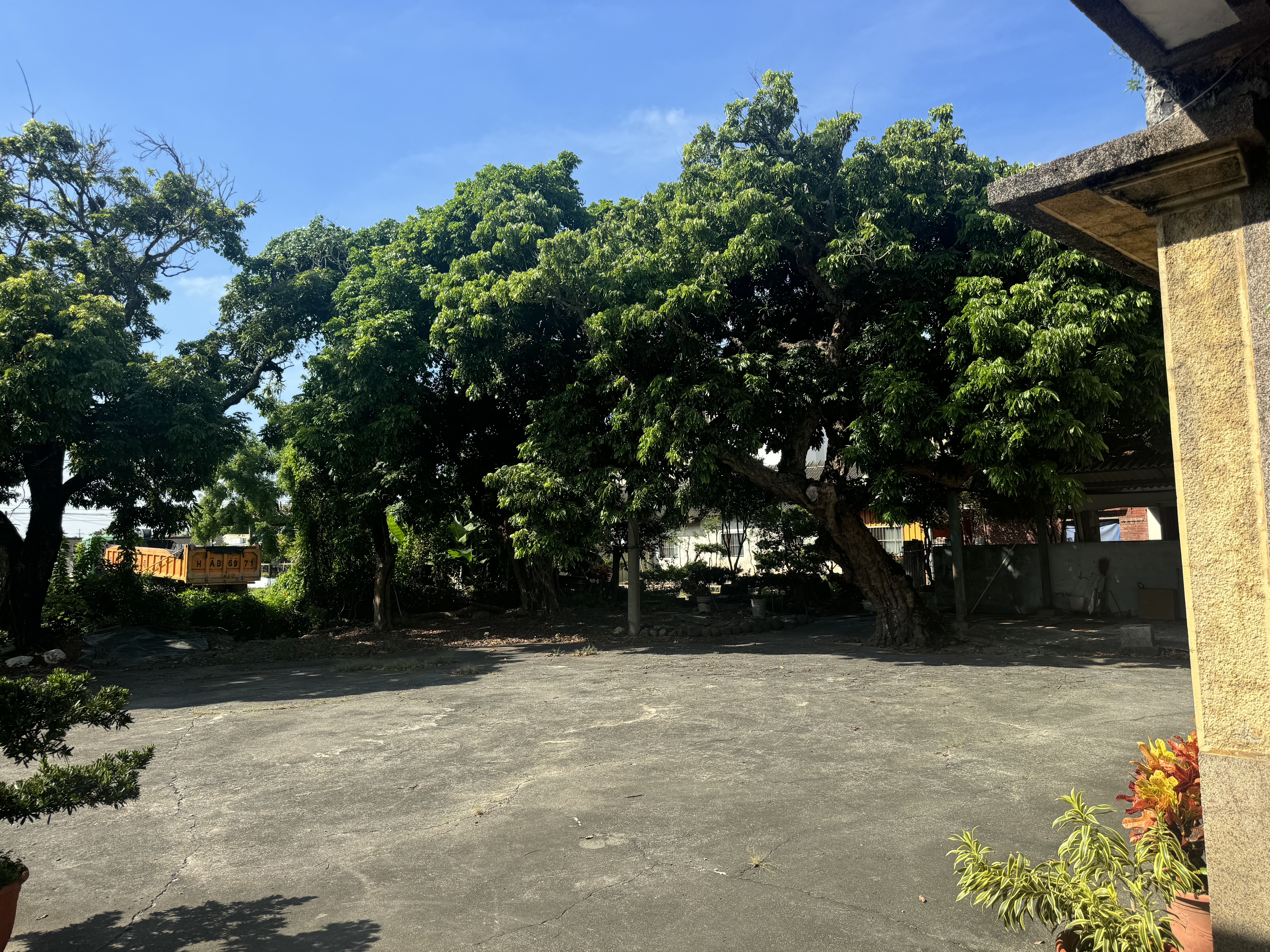
百年龍眼樹

2004年農曆七月時，因傳出這宅邸有靈異傳聞，家族還特地於8月20日開放入內參觀以作澄清。
2007年8月31日，彰化縣文化局副局長曾能汀、視覺表演課長張雀芬前來，以遊說宅邸管理人黃桂林出借建物，獲答應。縣府補助的八大電視台偶像劇《原來愛·就是甜蜜》也在此取景，作為男主角的老家。張乘瑜任鄉長時，因妻子名字也叫「素蘭」，便曾在此宅前舉行唱歌活動，以促銷埔心鄉的水果。
原先黃家認為因為自己家族人口眾多，可自己維護，不須將此棟1939年建的祖宅列入古蹟保護。2020年，因傳出黃三井兒子將房產抵押的糾紛，埔心鄉長張乘瑜為保留此宅，便下令公所代為申請為文化資產。4月11日，文化局長張雀芬表示縣長王惠美指示文化局成立專案，以將黃三元的埔心黃家洋宅作為文化資產。8月28日，彰化縣第文資審議會，以「埔心二重湳黃義故居」之名過過登錄為彰化縣歷史建築。